# Ben 10: Ultimate Alien
Ben 10: Ultimate Alien este un serial de televiziune animat creat de Man of Action (un grup format din Duncan Rouleau, Joe Casey, Joe Kelly și Steven T. Seagle) și produs de Cartoon Network Studios. Este continuarea directă a Ben 10: Echipa extraterestră (2008–2010), servind drept al treilea serial din franciza Ben 10. Premiera a avut loc în America în data de 23 aprilie 2010. În România, primul episod a fost difuzat în data de 16 martie 2011 la Cartoon Network dublat în limba română. Redifuzare în data de 01 septembrie 2025. 6 episoade, de luni până vineri de la ora 16:15, numai la Cartoon Network, dublat în limba română.
Finalul serialului a fost difuzat pe 31 martie 2012, cu episodul dublu intitulat "Dușmanul suprem" fiind dedicat în memoria lui Dwayne McDuffie, dezvoltatorul serialului, care a decedat în timpul producției. Serialul a fost urmat de Ben 10: Omniverse în 2012.

## Descriere
Ben 10: Ultimate Alien urmărește aventurile lui Ben Tennyson, acum în vârstă de 16 ani, este un băiat deștept, inteligent, curajos, curat la suflet, modest, naiv, a cărui viață e pe cale să se schimbe foarte mult. După ce identitatea lui secretă de erou a fost dezvăluită, Ben a devenit o celebritate mondială. Acum, înarmat cu versiunea nouă a Omnitrixului, numită Ultimatrix, se poate transforma în noi extratereștri și e gata de acțiune în locuri în care n-a mai fost niciodată.
Alături de Ben se află, ca de obicei, Kevin și Gwen și, pentru că acum Ben are 16 ani, poate conduce propriul său Benmobil! E clar că nu e ușor să fii cel mai tare erou al lumii, dar dacă cineva poate – acela e Ben 10!

## Personaje

### Oameni
- Ben - are acum 16 ani, și este cunoscut în toată lumea drept un supererou. Folosește Ultimatrix-ul pentru a se transforma în extratereștrii noi, unii fiind versiunile X, ale unor extratereștrii vechi

- Gwen - are acum 16 ani, și încă este cea deșteaptă, care conduce echipa. Puterile ei de absorbire a energiei au devenit mai puternice datorită moștenirii sale

- Kevin - are acum 17 ani, face uneori probleme, dar mereu vrea să își facă treaba bine. Puterile lui osmosiene îi permit să absoarbe materia și să devină mai puternic și durabil

### Extratereștrii
- Viforul X este forma evoluată a Viforului,mai puternic, care poate lansa flăcări de gheață atât de reci,încât ard.
- Ecou Ecou X poate lansa discuri sonice, pe care le poate multiplica. Este albastru și mai înalt decât forma veche.
- Umangozaurul X este un monstru verde,cu coadă din țepi și o înălțime de 40 metri.Poate lansa rachete din mâini și are o forță extremă.
- Ghiuleaua X se poate rostogoli ca o minge de bowling,iar mulțumită armurii sale din țepi,provoacă daune considerabile adversarului.
- Maimuța-Păianjen X este forma nouă a maimuței-păianjen.Are o forță foarte mare,și poate lansa pânze din mâini.
- Flacără Vie X este o plantă pe două picioare,care poate lansa bombe de foc,poate controla plantele și se poate regenera.
- Nanomecanicul - se poate micșora, poate zbura și are obuze de energie
- Amfibianul - poate înota rapid, și poate face explozii electrice
- Armoburghiu - are o forță extremă și poate excava
- NRG - poate emite raze de energie și poate face căldură intensă
- Rotor Terra - poate zbunar și poate ataca cu ajutorul vântului
- Bici de apă - are un bice de apă și un exoschelet cu armură

## Episoade
| Premiera originală | Premiera în România | N/o | Titlu în română                        | Titlu în engleză                 |
| ------------------ | ------------------- | --- | -------------------------------------- | -------------------------------- |
|                    |                     |     |                                        |                                  |
| SEZONUL 1          |                     |     |                                        |                                  |
|                    |                     |     |                                        |                                  |
| 23.04.2010         | 16.03.2011          | 01  | Celebritate                            | Fame                             |
|                    |                     |     |                                        |                                  |
| 30.04.2010         | 23.03.2011          | 02  | Duplicat                               | Duped                            |
|                    |                     |     |                                        |                                  |
| 07.05.2010         | 30.03.2011          | 03  | Lovește-i unde locuiesc                | Hit 'em Where They Live          |
|                    |                     |     |                                        |                                  |
| 14.05.2010         | 06.04.2011          | 04  | Jocuri video                           | Video Games                      |
|                    |                     |     |                                        |                                  |
| 21.05.2010         | 13.04.2011          | 05  | Fuga de Aggregor                       | Escape From Aggregor             |
|                    |                     |     |                                        |                                  |
| 28.05.2010         | 20.04.2011          | 06  | Prea fierbinte                         | Too Hot To Handle                |
|                    |                     |     |                                        |                                  |
| 04.06.2010         | 27.04.2011          | 07  | Greșeala lui Andreas                   | Andreas’ Fault                   |
|                    |                     |     |                                        |                                  |
| 11.06.2010         | 04.05.2011          | 08  | Contopiți                              | Fused                            |
|                    |                     |     |                                        |                                  |
| 18.06.2010         | 11.05.2011          | 09  | Vremea eroilor                         | Hero Time                        |
|                    |                     |     |                                        |                                  |
| 10.10.2010         | 18.05.2011          | 10  | Aggregor X                             | Ultimate Aggregor                |
|                    |                     |     |                                        |                                  |
| 10.10.2010         | 25.05.2011          | 11  | Harta infinitului                      | Map of Infinity                  |
|                    |                     |     |                                        |                                  |
| 15.10.2010         | 01.06.2011          | 12  | Glorie reflectată                      | Reflected Glory                  |
|                    |                     |     |                                        |                                  |
| 22.10.2010         | 08.06.2011          | 13  | În adâncurile oceanului                | Deep                             |
|                    |                     |     |                                        |                                  |
| 29.10.2010         | 15.06.2011          | 14  | Acolo unde apare magia                 | Where the Magic Happens          |
|                    |                     |     |                                        |                                  |
| 05.11.2010         | 22.06.2011          | 15  | Perplexaedru                           | Perplexahedron                   |
|                    |                     |     |                                        |                                  |
| 12.11.2010         | 29.06.2011          | 16  | Cuptorul creației                      | The Forge Of Creation            |
|                    |                     |     |                                        |                                  |
| 19.11.2010         | 06.07.2011          | 17  | O bucată de fier nu-i o cușcă          | Not Iron Bars A Cage             |
|                    |                     |     |                                        |                                  |
| 03.12.2010         | 13.07.2011          | 18  | Dușmanul dușmanului meu                | The Enemy of My Enemy            |
|                    |                     |     |                                        |                                  |
| 10.12.2010         | 20.07.2011          | 19  | Putere absolută                        | Absolute Power                   |
| 10.12.2010         | 27.07.2011          | 20  | Putere absolută                        | Absolute Power                   |
|                    |                     |     |                                        |                                  |
| SEZONUL 2          |                     |     |                                        |                                  |
|                    |                     |     |                                        |                                  |
| 04.02.2011         | 07.09.2011          | 21  | Transformarea lui Eunice               | The Transmogrification of Eunice |
|                    |                     |     |                                        |                                  |
| 11.02.2011         | 14.09.2011          | 22  | Ochiul celui ce privește               | Eye of the Beholder              |
|                    |                     |     |                                        |                                  |
| 18.02.2011         | 21.09.2011          | 23  | Viktor: Pradă de război                | Viktor: The Spoils               |
|                    |                     |     |                                        |                                  |
| 04.03.2011         | 28.09.2011          | 24  | Un articol de senzație                 | The Big Story                    |
|                    |                     |     |                                        |                                  |
| 11.03.2011         | 05.10.2011          | 25  | Probleme între fete                    | Girl Trouble                     |
|                    |                     |     |                                        |                                  |
| 18.03.2011         | 12.10.2011          | 26  | Răzbunarea roiului                     | Revenge of the Swarm             |
|                    |                     |     |                                        |                                  |
| 25.03.2011         | 26.10.2011          | 27  | Creatura de dincolo                    | The Creature From Beyond         |
|                    |                     |     |                                        |                                  |
| 01.04.2011         | 02.11.2011          | 28  | Instruire de bază                      | Basic Training                   |
|                    |                     |     |                                        |                                  |
| 08.04.2011         | 09.11.2011          | 29  | Nu-i ușor să fii Gwen                  | It's Not Easy Being Gwen         |
|                    |                     |     |                                        |                                  |
| 15.04.2011         | 19.10.2011          | 30  | Ben 10,000 se întoarce                 | Ben 10,000 Returns               |
|                    |                     |     |                                        |                                  |
| 15.04.2011         | 21.03.2012          | 31  | Pe lună                                | Moonstruck                       |
|                    |                     |     |                                        |                                  |
| 22.04.2011         | 14.03.2012          | 32  | Prizonierul cu numărul 775 lipsește    | Prisoner #775 Is Missing         |
|                    |                     |     |                                        |                                  |
| SEZONUL 3          |                     |     |                                        |                                  |
|                    |                     |     |                                        |                                  |
| 16.09.2011         | 11.04.2012          | 33  | Epurarea                               | The Purge                        |
|                    |                     |     |                                        |                                  |
| 23.09.2011         | 28.03.2012          | 34  | Simian spune                           | Simian Says                      |
|                    |                     |     |                                        |                                  |
| 30.09.2011         | 04.04.2012          | 35  | Salutări din partea roboților Techadon | Greetings From Techadon          |
|                    |                     |     |                                        |                                  |
| 07.10.2011         | 06.06.2012          | 36  | Cercul păstrătorilor focului           | The Flame Keeper's Circle        |
|                    |                     |     |                                        |                                  |
| 14.10.2011         | 18.04.2012          | 37  | Dublu sau nimic                        | Double or Nothing                |
|                    |                     |     |                                        |                                  |
| 21.10.2011         | 25.04.2012          | 38  | Iubita perfectă                        | The Perfect Girlfriend           |
|                    |                     |     |                                        |                                  |
| 28.10.2011         | 02.05.2012          | 39  | Sacrificiul suprem                     | Ultimate Sacrifice               |
|                    |                     |     |                                        |                                  |
| 04.11.2011         | 09.05.2012          | 40  | Haul lărgit                            | The Widening Gyre                |
|                    |                     |     |                                        |                                  |
| 18.11.2011         | 16.05.2012          | 41  | Mama tuturor Vreedle-lilor             | The Mother of All Vreedles       |
|                    |                     |     |                                        |                                  |
| 02.12.2011         | 23.05.2012          | 42  | Un cavaler de neuitat                  | A Knight to Remember             |
|                    |                     |     |                                        |                                  |
| 09.12.2011         | 30.05.2012          | 43  | Aliniere solitară                      | Solitary Alignment               |
|                    |                     |     |                                        |                                  |
| 04.02.2012         | 13.06.2012          | 44  | Inspectorul 13                         | Inspector 13                     |
|                    |                     |     |                                        |                                  |
| 11.02.2012         | 20.06.2012          | 45  | Dușmanul dușmanului meu                | The Enemy of My Frenemy          |
|                    |                     |     |                                        |                                  |
| 18.02.2012         | 27.06.2012          | 46  | Vacanța all inclusive                  | Couples Retreat                  |
|                    |                     |     |                                        |                                  |
| 25.02.2012         | 04.07.2012          | 47  | Să prinzi o stea căzătoare             | Catch a Falling Star             |
|                    |                     |     |                                        |                                  |
| 03.03.2012         | 11.07.2012          | 48  | Invazia oamenilor ou                   | The Eggman Cometh                |
|                    |                     |     |                                        |                                  |
| 10.03.2012         | 18.07.2012          | 49  | O noapte de coșmar                     | Night of the Living Nightmare    |
|                    |                     |     |                                        |                                  |
| 17.03.2012         | 25.07.2012          | 50  | Începutul sfârșitului                  | The Beginning of the End         |
|                    |                     |     |                                        |                                  |
| 24.03.2012         | 01.08.2012          | 51  | Dușmanul suprem                        | The Ultimate Enemy               |
| 31.03.2012         | 01.08.2012          | 52  | Dușmanul suprem                        | The Ultimate Enemy               |
|                    |                     |     |                                        |                                  |